# Costante di Erdős-Borwein
La costante di Erdős-Borwein E è la somma dei reciproci dei numeri di Mersenne. Prende il nome da Paul Erdős e da Peter Borwein.
Per definizione è:
{\displaystyle E_{B}=\sum _{n=1}^{\infty }{\frac {1}{2^{n}-1}}\approx 1{,}606695152415291763...}
Si dimostra che le forme seguenti sono equivalenti alla precedente:
{\displaystyle E=\sum _{n=1}^{\infty }{\frac {1}{2^{n^{2}}}}{\frac {2^{n}+1}{2^{n}-1}}}
{\displaystyle E=\sum _{m=1}^{\infty }\sum _{n=1}^{\infty }{\frac {1}{2^{mn}}}}
{\displaystyle E=1+\sum _{n=1}^{\infty }{\frac {1}{2^{n}(2^{n}-1)}}}
{\displaystyle E=\sum _{n=1}^{\infty }{\frac {\sigma _{0}(n)}{2^{n}}}}
dove {\displaystyle \sigma _{0}(n)=d(n)} è la funzione divisore di parametro 0, che ha lo scopo di contare il numero di divisori del numero {\displaystyle n}. Per provare l'equivalenza di queste somme si sfrutta il fatto che hanno tutte la forma di una serie di Lambert.
Erdős nel 1948 ha dimostrato che la costante E è un numero irrazionale.